# بني خالد واد ورغة (لمجاعرة)
بني خالد واد ورغة هي إحدى مشيخات المملكة المغربية، تتبع جغرافيا لإقليم وزان وإداريًا للمجاعرة. يقدر عدد سكانها بـ 6766 نسمة حسب الإحصاء الرسمي للسكان والسكنى لسنة 2004.